# Breeze Airways

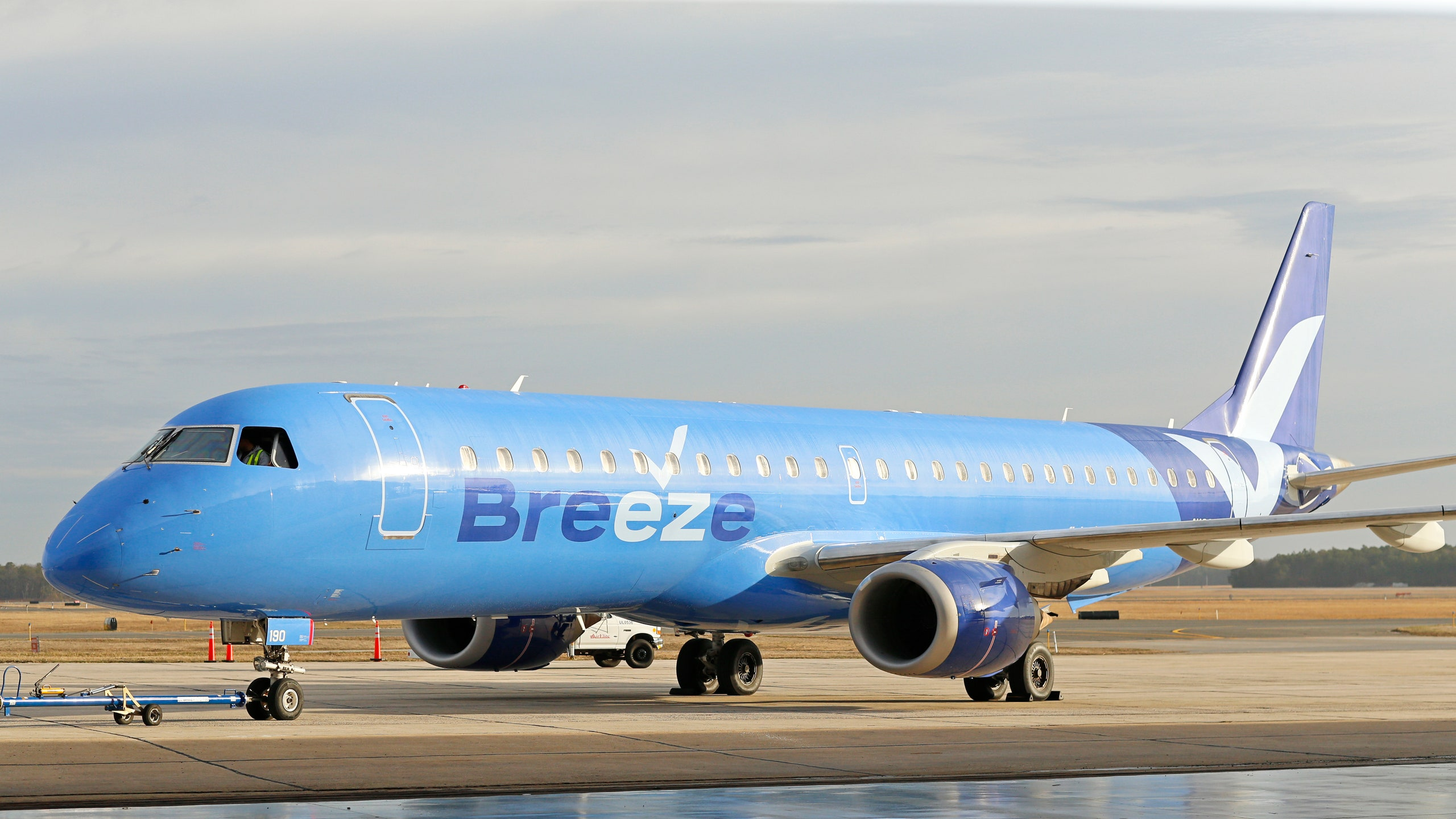
Embraer 190 da Breeze Airways

A Breeze Airways é uma companhia aérea de baixo custo dos Estados Unidos fundada por David Neeleman — que anteriormente co-fundou a Morris Air, WestJet, JetBlue e Azul Linhas Aéreas — com um capital inicial de 100 milhões de dólares. A empresa foi fundada em junho de 2018 com o nome fantasia temporário de Moxy. Em 17 de julho de 2018, a Moxy assinou com a Airbus um memorando de entendimento para entrega de 60 A220-300 a partir de 2021. No início de outubro 2019, foi noticiado que a companhia aérea poderia lançar voos tão cedo quanto 2020 usando aviões de segunda mão, adquiridos da Azul.
A empresa será uma empresa de lowcost, que assim como a Azul Linhas Aéreas e a extinta TRIP Linhas Aéreas, terá como base a aviação regional e aeroportos secundários. A ideia é utilizar aeroportos e rotas ainda não explorados no mercado norte-americano. Breeze Airways lançou suas operações em 27 de maio de 2021.

## História
Em junho de 2018, David Neeleman planejou uma nova companhia aérea dos Estados Unidos chamada Moxy, ao registrar uma nova entidade com US$ 100 milhões em capital do ex-CEO da Air Canada Robert Milton, do ex-CEO da ILFC Henri Courpron e ele próprio. Devido à consolidação, todas as 11 principais empresas aéreas dos Estados Unidos são lucrativas e existiam há 20 anos, exceto a JetBlue, que Neeleman iniciou em 2000, deixando espaço para um novo concorrente. American Airlines, Delta Air Lines, United Airlines e Southwest Airlines transportaram 80% dos assentos domésticos nos EUA em 2017 e Alaska Airlines, Allegiant, Frontier Airlines, JetBlue, Hawaiian Airlines, Spirit Airlines e Virgin America a maior parte do resto.

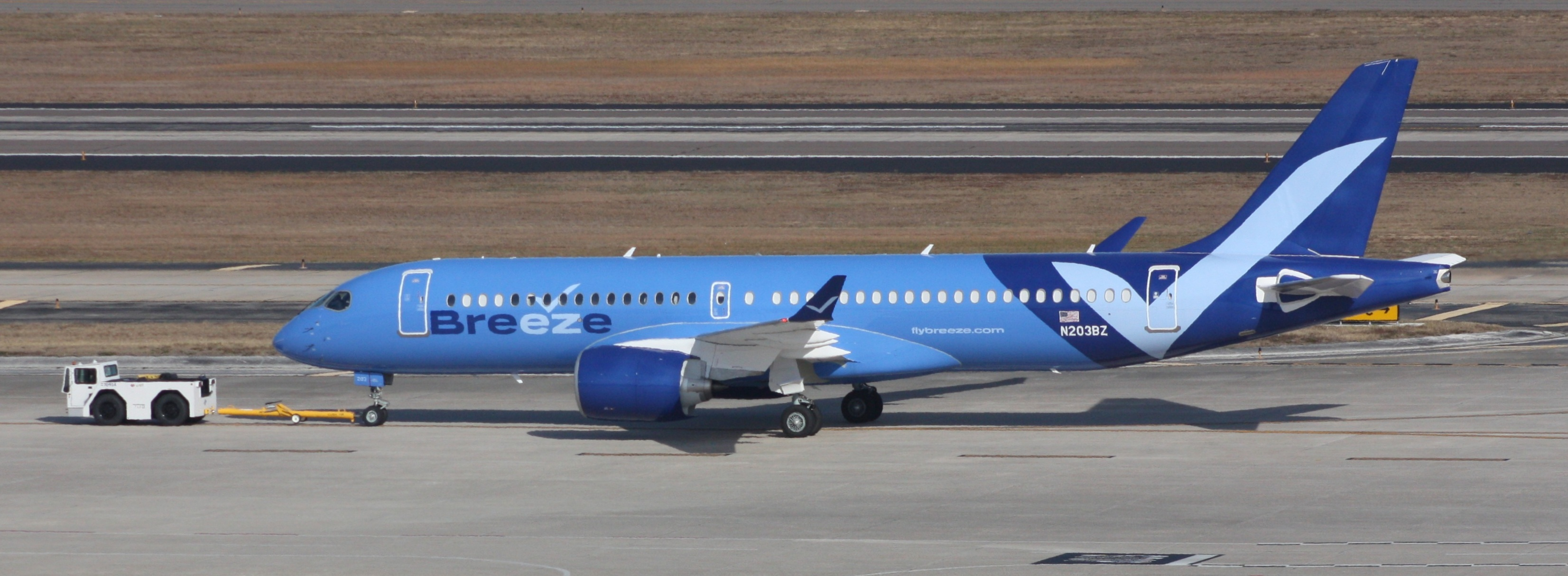
Airbus A220-300 da Breeze Airways

Devido à perda de serviço para mercados menores, a capacidade aérea doméstica dos EUA permaneceu estagnada de 2007 a 2017, enquanto a economia expandiu 34%. Para preencher essa lacuna, a Breeze planeja oferecer voos ponto a ponto a partir de aeroportos secundários menores, como o Aeroporto Internacional de Providence, Dallar/Fort Worth ou Aeroporto de Burbank, ignorando os hubs para reduzir o tempo de viagem. A companhia também está considerando voos de longa distância para a América do Sul e Europa. Ofereceria assentos espaçosos e acesso Wi-Fi gratuito, como Azul e JetBlue, mas taxas extras para lanches e designações antecipadas de assentos, como as operadoras de baixo custo Allegiant Air ou Spirit Airlines. Para iniciar as operações de voo, foram encomendadas 60 A220-300s (anteriormente conhecidas como Bombardier CS300), solicitando que os arrendadores chineses financiassem 18 a serem entregues a partir de 2021. No entanto, para acelerar o lançamento da companhia aérea, a Moxy irá utilizar Embraer E195 usados e alugar aeronaves Airbus A320 já em 2021.
Em 7 de fevereiro de 2020, foi anunciado que a companhia aérea havia sido oficialmente nomeada como Breeze Airways. Antes da nomeação oficial, o projeto que se tornaria Breeze Airways era conhecido como Moxy, colidindo com a marca comercial Moxy Hotels da Marriott.
Os símbolos, cores e estampas de aviões da empresa foram confeccionados por Gianfranco "Panda" Beting, co-fundador da Azul e que também é responsável pelas cores de várias empresas aéreas pelo mundo, entre elas a extinta Transbrasil.

## Experiência a bordo
A Breeze pretende operar com base em uma abordagem de transportadora de baixo custo, mas também oferecer um produto de primeira classe. A aeronave não apresentará entretenimento a bordo do passageiro, mas o entretenimento será transmitido pelo aplicativo da companhia aérea, que também será usado para comprar voos e atualizações.

## Frota
Em abril de 2024, a Breeze Airways opera as seguintes aeronaves:
| Aeronave        | Em serviço | Pedidos | Passageiros | Passageiros | Passageiros | Passageiros | Passageiros | Notas                                  |
| Aeronave        | Em serviço | Pedidos | F           | Y+          | Y           | Total       | Ref         | Notas                                  |
| --------------- | ---------- | ------- | ----------- | ----------- | ----------- | ----------- | ----------- | -------------------------------------- |
| Airbus A220-300 | 22         | 68      | 36          | 10          | 80          | 126         | [ 13 ]      | A ser reconfigurado para 137 assentos. |
| Airbus A220-300 | 22         | 68      | 12          | 45          | 80          | 137         | [ 15 ]      |                                        |
| Embraer 190     | 10         | —       | —           | 48          | 60          | 108         | [ 16 ]      |                                        |
| Embraer 195     | 6          | —       | —           | 22          | 96          | 118         | [ 17 ]      |                                        |
| Embraer 195     | 6          | —       | —           | 24          | 100         | 124         | [ 18 ]      |                                        |
| Total           | 38         | 68      |             |             |             |             |             |                                        |